# 服部一忠
服部一忠（生年不詳－1595年（文祿4年）7月），日本戰國時代安土桃山時代武將及大名，伊勢松阪城城主，先後效力織田信長及豐臣秀吉。以服部小平太之名較為人所知，又稱春安、忠次，官位從五位下、采女正。

## 生平

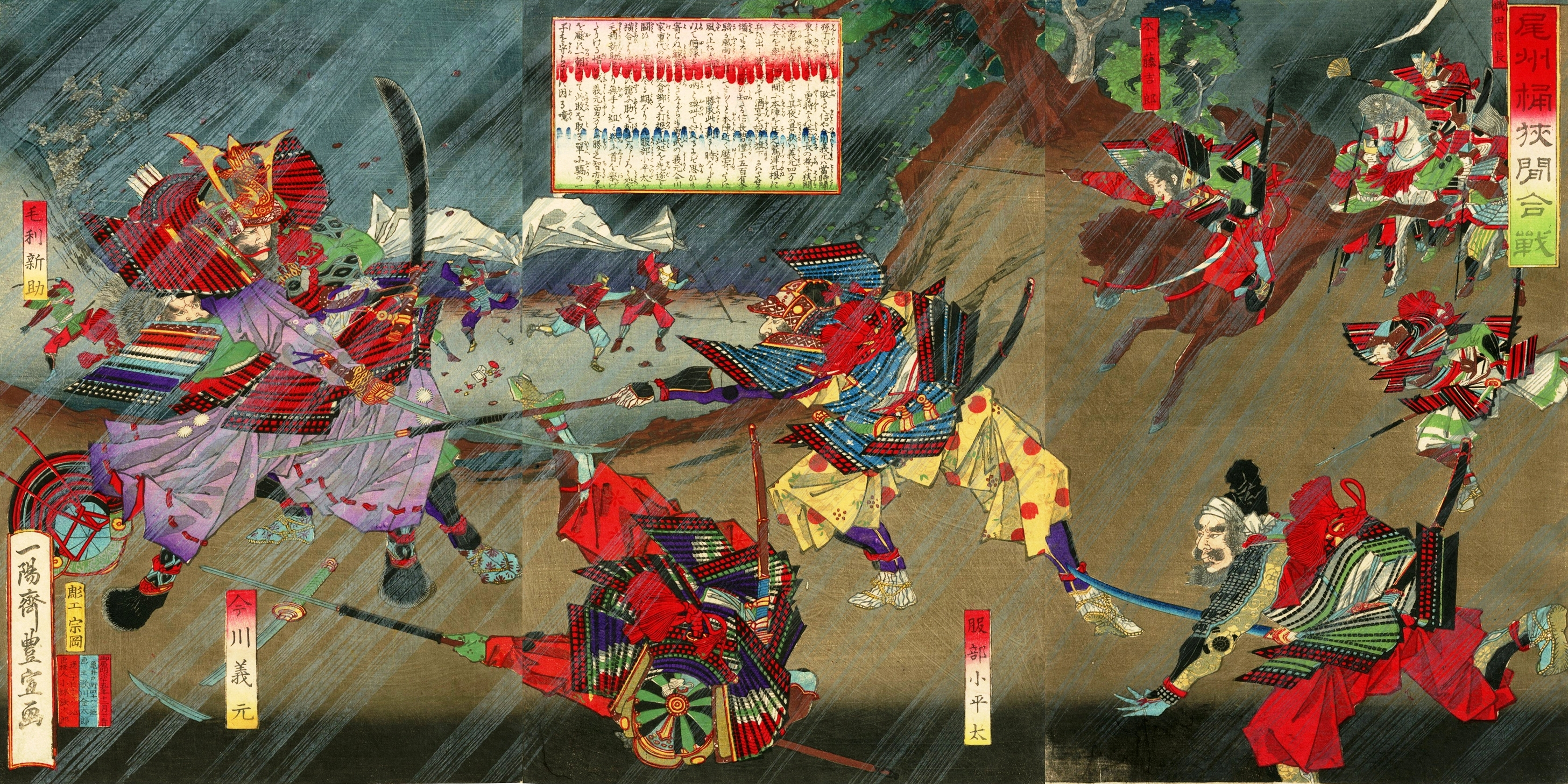
畫師歌川豊宣記載桶狹間之戰情況，展示服部小平太（圖中）與毛利新助聯手對付今川義元。

生於尾張國，年少起擔任織田信長的侍騎護衞隊（馬迴眾），身穿母衣奔馳在戰場傳達軍令，於永祿3年（1560年）的桶狹間之戰中表現勇敢，協助織田軍擊斃敵方總大將今川義元。

### 桶狹間一番槍
根據《信長公記》記載，信長方二千軍勢藉滂沱大雨，向著只有三百名旗本士兵守護的今川軍本陣正面突襲，其中服部一忠首先發現今川義元，並用手上長槍刺傷義元，立下一番槍功勞，不過遭對方猛烈反抗，結果被砍傷膝蓋，造成右膝負傷，未能一舉拿下今川義元首級，此時另一位馬迴眾成員毛利新助加入打鬥，趁混亂中以太刀刺向義元腹部，最終殺死義元，相對地，一忠則錯過奪得敵軍大將首級的機會。由於雙人合力擊斃今川家的大將，織田軍士氣大振，桶狹間一役以織田軍大勝結束，今川家則損失逾4000名士兵敗退，此後勢力迅速衰落。

### 晉身城主

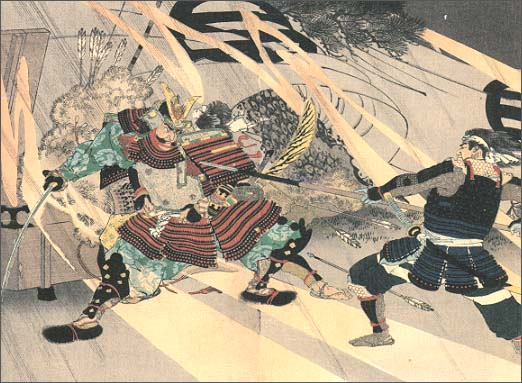
豐明市立圖書館所藏，右田年英作所繪桶狹間之戰圖，同是小平太（圖右）從正面與義元（圖左）交手之形象。

桶狹間之戰後，服部一忠繼續侍奉織田氏，直至天正10年（1582年）本能寺之變爆發，戰國政局迅速轉變，一忠決定投向地位急速向上提升的羽柴秀吉，成為秀吉的馬迴黃母衣眾成員。次年，服部一忠叙任采女正之職，官位從五位下。
其後，他在秀吉帳下參加針對關東後北條氏的小田原征伐，憑此戰功再受提拔，天正19年（1591年），服部一忠被擢升為伊勢松阪城城主（原城主蒲生氏鄉），並領有伊勢國一志郡合共3萬5000石俸祿，成為了地方上的小大名。
不過，由於一忠需要留在京都，統籌有關聚樂第方面的工作，因此並沒有即時前往領內，而是由家臣石黑毛又衛門擔任城代，負責處理該城的日常運作。而在較早時間，一忠已經被納入秀吉養子、關白家督羽柴秀次的軍勢。
文祿元年（1592年），秀吉發動起文祿朝鮮之役，試圖取道朝鮮進入中國明朝國境內，一忠亦跟隨大軍出發，奉命進軍至漢城（今首爾），駐守約三年後撤退。

### 受累除封
至文祿4年（1595年），服部一忠折返日本後，因為上司秀次受到秀吉疏遠，秀次被放逐至高野山，一忠亦難免受到牽連，被中止在聚樂第的政務，最終更遭罷去所有領地，並移交到越後予上杉景勝看管，不久之後就受命切腹自盡，其城主生涯只有約3年半時間，而松阪城則改由古田重勝統領。此後，一忠的遺孤、次男服部勝長，輾轉被大崎長行認領為養子，出仕德川家成為紀州藩士。

## 關連作品
小説
- 中村彰彦著《桶狭間の勇士》（文藝春秋）2003年6月 文庫本

漫畫
- 宮下英樹著《戰國外傳 桶狹間戰記》

## 外部連結
- （日語） 永禄3年
- （日語） 桶狭間古戦場保存会[永久]